# TT80

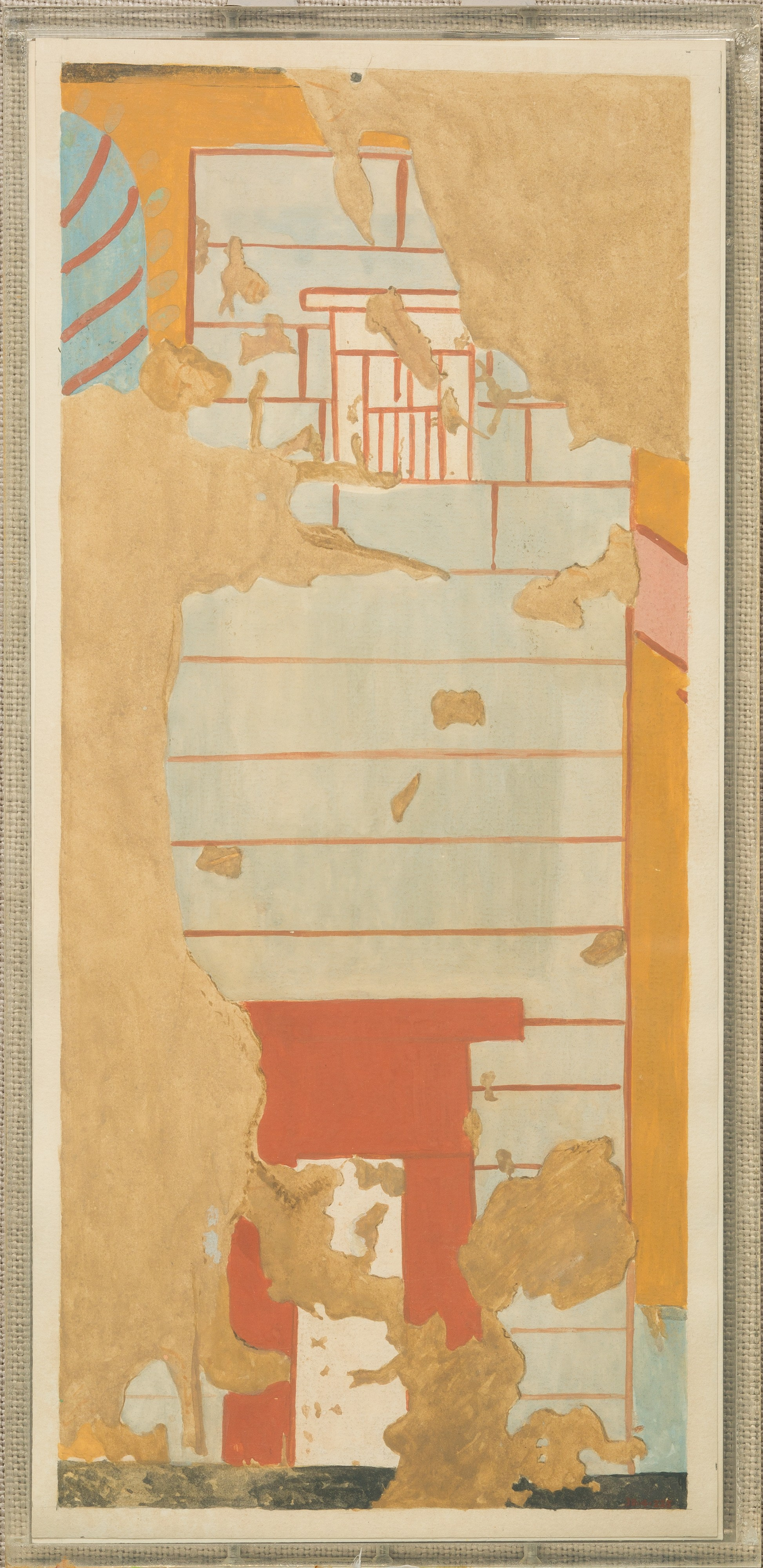
Facciata di abitazione in un acquerello di Charles K. Wilkinson (Metropolitan Museum, cat. MET 30.4.225 EGDP022610)

TT80 (Theban Tomb 80) è la sigla che identifica una delle Tombe dei Nobili ubicate nell’area della cosiddetta Necropoli Tebana, sulla sponda occidentale del Nilo dinanzi alla città di Luxor, in Egitto. Destinata a sepolture di nobili e funzionari connessi alle case regnanti, specie del Nuovo Regno, l'area venne sfruttata, come necropoli, fin dall'Antico Regno e, successivamente, sino al periodo Saitico (con la XXVI dinastia) e Tolemaico.

## Titolare
TT80 era la tomba di:
| Titolare  | Titolo                               | Necropoli           | Dinastia/Periodo              | Note                                                                         |
| --------- | ------------------------------------ | ------------------- | ----------------------------- | ---------------------------------------------------------------------------- |
| Thutnefer | Scriba reale e Supervisore al Tesoro | Sheikh Abd el-Qurna | XVIII dinastia (Amenhotep II) | in alto sul versante est della collina, a nord della TT79 e a sud della TT81 |

## Biografia
Unico dato biografico rilevabile, il nome della moglie, Takhat. Thutnefer risulta inoltre titolare anche della TT104.

## La tomba
La tomba presenta la planimetria a "T" capovolta tipica del periodo; un breve corridoio dà accesso a una sala trasversale sulle cui pareti sono presenti tracce di un testo recante i titoli del defunto e della moglie (illeggibile); scene di pesca e uccellagione del defunto accompagnato da una giovane fanciulla. In altra scena preti e giovani donne suonano sistri e presentano liste di offerte al defunto e alla moglie. In altra scena di offertorio del defunto, uomini recano cibo, unguenti, fiori e uccelli. Altri dipinti, molto danneggiati, rappresentano il defunto in ginocchio in atto di offertorio.
Un breve corridoio, sulle cui pareti sono rappresentati il defunto e la moglie e riportate formule di offerta, adduce a una camera longitudinale sulle cui pareti è effigiato il defunto in atto di ricevere e pesare i tributi nubiani in oro e avorio; in altra scena, alcuni preti in offertorio al defunto e alla moglie, poco discosto la processione funeraria, una nave da carico, un carro in attesa e una casa con giardino. Una figlia offre fiori alla coppia mentre il deceduto offre libagioni a Osiride.

### Annotazioni
1. ↑  La prima numerazione delle tombe, dalla numero 1 alla 253, risale al 1913 con l’edizione del "Topographical Catalogue of the Private Tombs of Thebes" di Alan Gardiner e Arthur Weigall. Le tombe erano numerate in ordine di scoperta e non geografico; ugualmente in ordine cronologico di scoperta sono le tombe dalla 253 in poi.
2. ↑  I campi della Duat, ovvero l'aldilà egizio, si trovavano, secondo le credenze, proprio sulla riva occidentale del grande fiume.
3. ↑  Nella sua epoca di utilizzo, l'area era nota come "Quella di fronte al suo Signore" (con riferimento alla riva orientale, dove si trovavano le strutture dei Palazzi di residenza dei re e i templi dei principali dei) o, più semplicemente, "Occidente di Tebe".
4. ↑  le Tombe dei Nobili, benché raggruppate in un'unica area, sono di fatto distribuite su più necropoli distinte.
5. ↑  Le note, sovente di inquadramento topografico della tomba, sono tratte dal "Topographical Catalogue" di Gardiner e Weigall, ed. 1913 e fanno perciò riferimento alla situazione dell'epoca.

### Fonti
1. ↑  Gardiner e Weigall 1913.
2. ↑  Donadoni 1999,  p. 115.
3. ↑  Porter e Moss 1927,  p. 157.
4. ↑  Gardiner e Weigall 1913, pp. 22-23.
5. ↑  Porter e Moss 1927,  p. 156.
6. ↑  Porter e Moss 1927,  pp. 157-159.